# Agathon Fain

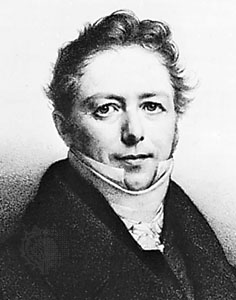
Agathon Fain.

Agathon Jean François Fain, född den 11 januari 1778 i Paris, död där den 14 september 1837, var en fransk ämbetsman.
Fain, som var Napoleons förste handsekreterare, blev 1806 chef för statsarkivet och inträdde i kejsarens hemliga kabinett. Han åtföljde Napoleon på alla fälttåg och uppsatte abdikationsakten i Fontainebleau. Fain miste vid restaurationen sina tjänster, men blev 1830 Ludvig Filips förste kabinettschef, 1832 generalintendent för civillistan och 1834 deputerad. Han författade pålitliga och intressanta skildringar från dåtidens diplomatiska historia (Manuscrit de l'an III et cetera 1823-28, 7 band).